# Рудзенскайте, Вилма
Вилма Рудзенскайте (лит. Vilma Rudzenskaitė; 13 декабря 1966) — литовская ориентировщица, бронзовый призер в эстафете чемпионата Европы 2002 по спортивному ориентированию.
С 1995 года в составе национальной команды принимает участие в мировых и европейских чемпионатах. В 2001 году на Всемирных играх завоевала серебряную медаль в смешанной эстафете. На чемпионате Европы 2002 года в Венгрии в составе эстафетной команды (Гедре Воверене, Вилма Рудзенскайте, Ева Саргаутите) занимает третье место, уступив только Норвегию и Швецию. Через год, на чемпионате мира в 2003 году эстафетная команда Литвы в том же составе занимает 4 место. Последний раз принимала участие на чемпионате мира в 2006 году в Дании в возрасте 39 лет. Успешно прошла квалификацию в спринте и на длинной дистанции.
В 2008 году принимала участие в чемпионате военнослужащих (WMOC: World Military Orienteering Champinships) в Бразилии. В составе эстафетной команды Литвы заняла 2 место, уступив сборной России.
Принимала участие в зимнем ориентировании (ориентировании на лыжах), была призёром национального чемпионата и открытого чемпионата Эстонии. Участвовала в этапах Кубка мира и чемпионатах мира по спортивному ориентированию на лыжах (в 2002 году в Болгарии и в 2003 году в Швеции).
Живет в Паневежисе.